# Hopcultuur in het Pajottenland

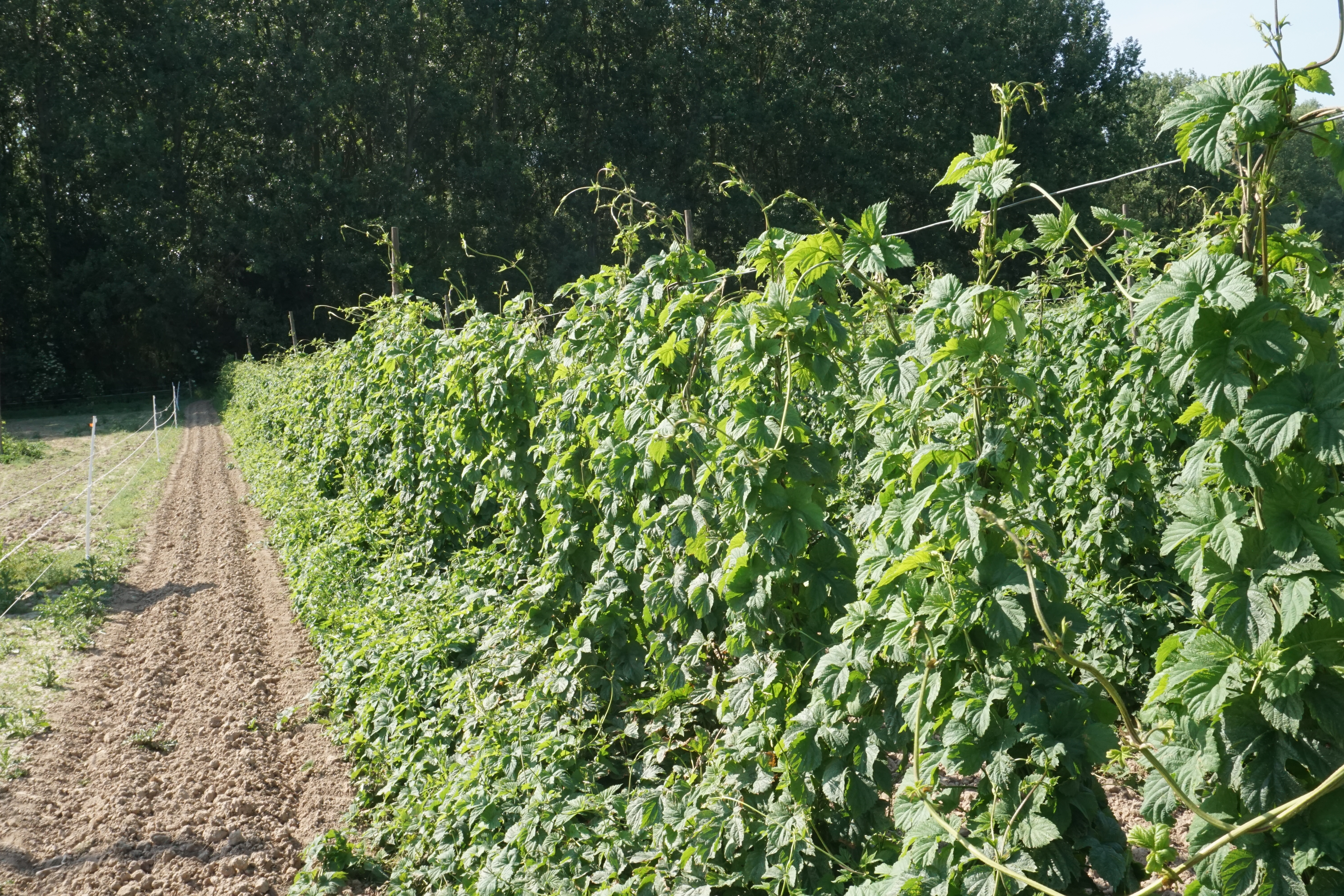
Hopveld

De hopregio in het Pajottenland (Affligem, Dilbeek, Gooik, Lennik, Roosdaal en Ternat) behoort samen met Aalst (Meldert), Asse, Kapelle-op-den-Bos, Londerzeel en Opwijk tot de oudste nog bestaande hopregio van Vlaanderen. De hopcultuur behoort tot het immateriële erfgoed van het Pajottenland net zoals dit het geval is voor de streek rond Poperinge.

## Geschiedenis

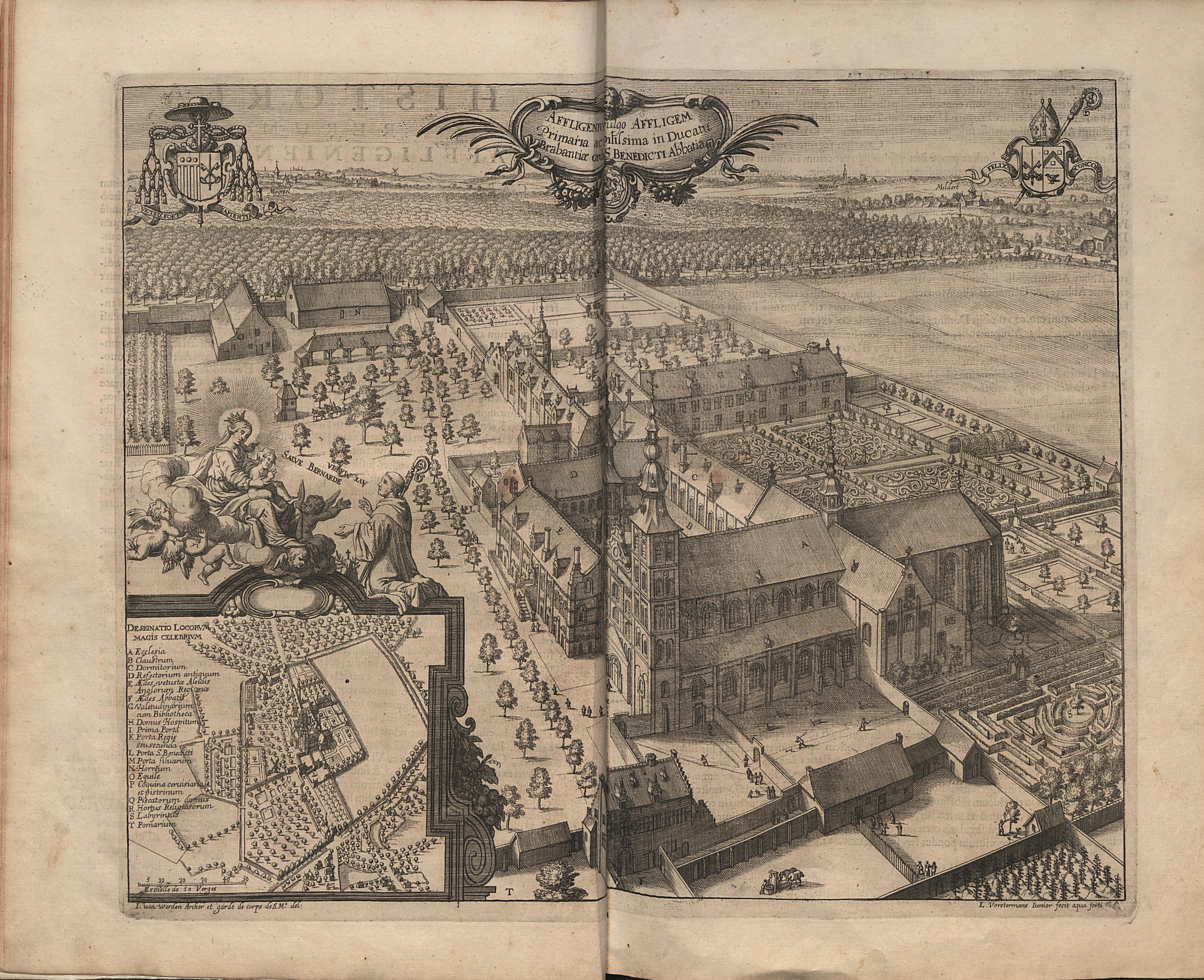
De abdij van Affligem in het midden van de 17e eeuw (afbeelding uit Chorographia Sacra Brabantiae van Antonius Sanderus - 1659)

De hopcultuur zoals deze vandaag nog bestaat in de streek van het Pajottenland en de Brabantse Kouters heeft haar oorsprong in de 14de eeuw. Door hop toe te voegen aan bier kan het immers beter bewaard worden. Door de vruchtbare leemgronden van de streek kon het gewas er makkelijk verbouwd worden. Het was de Abdij van Affligem die de teelt van hop vanuit Duitsland in de regio introduceerde rond 1129 (eerste vermelding naar aanleiding van een hevige brand). Op dat moment produceerden ze immers al een van de oudste bieren van Vlaanderen.
De abdijarchieven maken gewag dat er in 1570 zo’n 42 hopkuilen in de tuin van het complex stonden, in 1620 waren dat er al 1 500, in 1654 reeds 6 500 en 6 600 in 1658. Op de gravure van C. Lauwers, verschenen in de eerste druk van A. Sanderus Chorographia sacra Brabantiae deel 1 is in de linkerbenedenhoek achter het poortgebouw met brug over de Kamgracht de brouwerij met hopast en bakkerij te zien. Aan beide zijden van het gebouw is er tevens een hopveld. Naast de hopvelden van de abdij waren elders in de regio ook hoptelers actief: Gillis De Witte en zijn schoonvader Gerard Van Vaerenbergh van het Hof te Belle sloten in 1575 voor de schepenen van Asse een contract af met Guillam Snellinck voor de levering van 13.303 ponden hop.
Vanaf de 15de eeuw kende de hopteelt een snelle uitbreiding. Binnen de Aalsterse stadswallen werden hopvelden aangelegd en brouwerijen beschikten over hun eigen hoppecruythof. Hop uit de regio Aalst – Affligem – Asse werd verkocht als Aalsterse hop op de Antwerpse jaarmarkten. Brabantse biercentra zoals Hoegaarden, Leuven en Lier zorgden voor een contante afname van de teelt. Vanaf 1525 kende de lokale bierindustrie een significante uitbreiding waardoor brouwerijen genoodzaakt werden hun grondstoffen, waaronder hop op de markt aan te kopen. Langs beide oevers van de Dender floreerde de teelt en werd het een van de belangrijkste takken van de landbouw. In 1575 verbouwde Jan Moensoen op zijn Hof te Asbeek 7.000 pond hop wat neerkomt op een veld van 2 hectaren.
In 1613 kende de aartshertogen Albrecht en Isabella de stad Aalst het monopolie van de hophandel toe waardoor het verboden werd om hop aangekocht op het omliggende platteland te verkopen vooraleer ze door gezworen waardeerders op de Aalsterse markt gekeurd. Volgens de ordonnantie van 21 augustus 1619 kreeg de Koopmansnering van de stad de volledige controle over de hophandel. Aalsterse hop werd zo "geëstimeert de beste van de ghene herwaarts over wassende". De nering liet in 1631 een "gaelderije bouwen zodat mensen en hop connen in ’t drooge staen ende geconserveert worden" en inde 1 stuiver per 100 pond hop.Ook in Ninove, Oudenaarde en Brussel bestonden hopmarkten maar deze evenaarden niet het succes van de Aalsterse markt. Het zo ontstane monopolie werd in de 17de en 18de eeuw behouden en de hopmarkten in Oudenaarde, Ninove en Brussel verdwenen. Eind 18de eeuw was het gebied over gans Europa erg bekend voor haar hopcultuur met zo'n 2500 hectare hopvelden.
De oorlogsomstandigheden en een gunstige prijsontwikkeling rond 1700 zorgden ervoor dat meer en meer gezinnen zich toelegden op de teelt van hop. Het aantal hopstaken per gezin varieerde van 50 tot meer dan 500, wat een relatief kleine teelt betekende. In de 18de eeuw groeide de productie. In de 19de eeuw verbood Napoleon de uitvoer naar Duitse havens met als gevolg een dalende prijs en het verlies van de Duitse afzetmarkt. De meeste hop werd vanaf toen niet langer op markten verkocht.

In 1822 publiceerde Jan Kops in het werk "Staat van den Landbouw in het Koningrijk der Nederlanden, gedurende den jare 1822": 
"De stad Aalst is het middelpunt van den grooten hophandel: onlangs heeft me eene hopmarkt aangelegd te Assche welke aan den aalstermarkt nadeel zal doen. In den handel heeft ook de Aalster hop den naam van rood-steng, om ze te onderscheiden van hop van Poperingen, welke men witsteng noemt; twee pond van rood-steng geeft aan het versche bier evenveel smaak als drie pond wit-steng, maar tot het lang goed houden van zwaar bier, zijn twee ponden wit-steng van gelijke kracht als drie pond rood-steng. De engelschen hadden het gewas van 1817 het grootste gedeelte van de Poperinger hoppe opgekocht en ook veel Aalster hop die nauwelijks voor de eigen brouwerijen toereikende was, hetgeen de prijzen zeer deed stijgen."
In 1848 werd een commissie opgericht om de kwaliteit van de hop te verbeteren. Een onderzoek in 1880 wees uit dat er sprake was van onvoldoende zorg bij het plukken en men niet beschikte over goede methodes om de hop te drogen en te bewaren.
21 hophandelaren stichtten in 1886 een syndicaat om de hopteelt te stimuleren en opnieuw een keurmerk in te stellen. In 1900 was de hoeveelheid landbouwgrond voor de hopteelt gedaald tot 1373 hectare. Met een winst van slechts 100 frank per hectare was de teelt weinig interessant en schakelden veel boeren over op tuinbouw. In 1904 werd in Asse de katholieke vereniging De Zorgzame Hopboeren opgericht en sloot zich aan bij het Hopverbond Asse – Aalst. In Hekelgem ontstond in 1906 de Hopbond Sint-Rochus met de bestuursleden August De Cort, Petrus Robijns, Jan Callebaut, Karel Goetvinck, Guillelmus Assys, Benedictus Clocheret, Cornelis De Cort, August Ghysens, Frans Van den Wijngaert, Theodoor Van der Burght en Jan-Baptist Van Vaerenbergh. De hopbond zou volgens de statuten de beroepsbelangen van de leden verdedigen en machines en andere werktuigen kopen en ter beschikking van de leden stellen.

In Ternat werd in 1880 en 1895 nog op 77 hectare en 33 are hop verbouwd. Het bleef een van de belangrijkste teelten in de gemeente tot begin 20ste eeuw. 
Lascabanne: "In Ternath drijft men grooten handel in hop, boter, eiers, fruit en granen; alsook bestaan er groote handelshuizen van steenkolen; er wordt een niet min grooten handel van hopstaken gedaan"
Hop werd er nog geteeld tot eind de jaren 1960 en verdween toen stelselmatig uit het landschap. De Villa des Houblons en de Hopstakenkaai herinneren anno 2021 nog aan het hoppeverleden van Ternat.
Na de Tweede Wereldoorlog begon de industriële landbouw aan een opmars en verdwenen de kleine hopboeren gelijkelijk aan. In Essene werd een proefstation van het Nationaal Hopinstituut opgericht en de coöperatieve Asco uit Asse zorgde voor een betere samenwerking tussen boeren en brouwers.
Steeg de totale oppervlakte hopteelt vlak na de Tweede Wereldoorlog nog van 260 naar 323 hectaren, dan daalde dit tot 101 hectaren in 1986. Een direct gevolg van de rooipremie die de Belgische overheid gaf sinds 1977.

## Soorten hop
Landhop of bitterhop
Frans Coigneau uit Teralfene ontdekte in de 18de eeuw aan zijn waterput een hopplant: de “Coigneau”. Door de goede opbrengst van de plant verdrong ze de Witte Rank, die gevoelig was voor schimmel. De lichte bitterheid maakte de Coigneau uiterst geschikt voor lambik en geuze, typische bieren voor de streek ten Westen van Brussel.
De variëteit Groene Bel is de oudste van de Aalsterse hopsoorten, en werd tot aan de Eerste Wereldoorlog veelvuldig aangeplant. Het was een soort met veel bitterstoffen en het aroma is niet erg fijn.
Aroma- of edelhop
In 1907 bracht abt Godehard Heigl van de abdij Affligem enkele hopstekken mee van de variëteit Hallertau en die Groene Bel stelselmatig verving. Saaz werd in 1934 ingevoerd en bezit het fijnste aroma en is geschikt voor bieren van lage gisting. De Engelse soort Kent werd in 1939 geïntroduceerd. Zijn kleine bellen zijn gemakkelijk te plukken en geschikt voor bieren van hoge gisting. Ook de introductie van Early Promise dateert van dezelfde periode. Northern Brewer werd vanaf 1944 geplant en werd vooral gebruikt voor bieren van hoge gisting. Brewers Gold werd in 1949 ingevoerd en heeft een hoge opbrengst maar is niet plaagbestendig. Record is een typisch Belgische variëteit en draagt kleine vaste bellen met een gefruit aroma. Een andere Belgische variëteit is Star maar deze heeft weinig weerstand tegen ziektes.

## De Orde van de Groene Bel
De Orde van de Groene Bel werd in 2013 opgericht om de teloorgang van de hopteelt in het Pajottenland tegen te gaan. Op dat moment was er immers nog slechts één hopboer actief in Sint-Martens-Bodegem (Jean De Wael). Enkele jaren eerder was immers in Affligem (2007) het laatste hopveld gerooid.
Activiteiten van de Groene Bel
De vereniging werft actief vrijwilligers om hoptelers te kunnen helpen tijdens grote piekmomenten zoals tijdens het voorjaar (bij het aanbinden van de hopranken) en de oogst (het binnenhalen van de hopranken en de verwerking ervan met de plukmachine) in het najaar.
Naast de ondersteuning van de hopteelt op het veld zetten ze zich ook in om oude hopsoorten zoals de Groene Bel, de Coigneauhop en de Record opnieuw te cultiveren.
Publiekswerking
Om hop en hopteelt beter bekend te maken bij het grote publiek, neemt de orde ook deel aan de Hoppestoet in Asse en brengt ze het bier 'Recordbier' op de markt.

## Hoppeschuur huisje Mostinckx

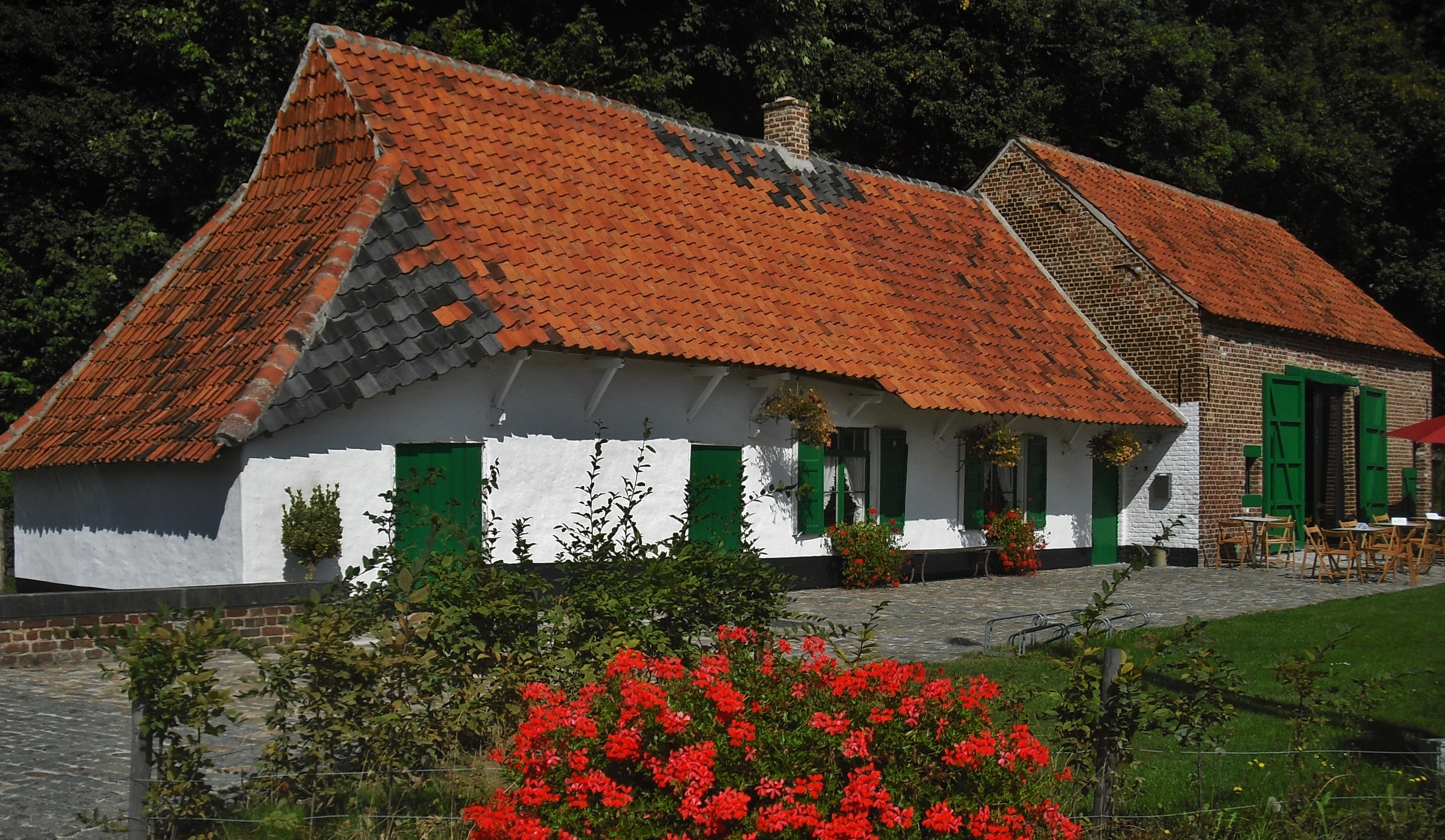
Huisje Mostinckx

Huisje Mostinckx in Sint-Martens-Bodegem en het aanpalend lemen huisje zijn sinds 2011 ingericht als hopmuseum. Het huisje had oorspronkelijk een hopast (een schouw die meedraaide met de wind).

## Trivia
Een veld met hopranken wordt in de streek ook een "lochting" genoemd.
In Ternat nam de gemeente in samenwerking met de landbouwraad in 2021 het initiatief om de hopteelt in het landschap van de gemeente te herintroduceren.